# Società Sportiva Teramo Calcio
A Società Sportiva Teramo Calcio s.r.l. é uma equipe de futebol italiana com sede na cidade de Téramo. Milita na Lega Pro e disputa as suas partidas como mandante no estádio Gaetano Bonolis, que tem capacidade para 7.498 espectadores.

## História
O clube foi fundado em 1913 e refundado em 2008. 

## Títulos
Nacionais
- Lega Pro: 2014–15 (Grupo B)[carece de fontes?]
- Lega Pro Seconda Divisione: 1985–1986 (Grupo C)[carece de fontes?]

Regionais
- Campeonato Provincial ULIC Abruzzo: 1933[3]
- Prima Divisione Abruzzo: 1951–1952 (Girone A)[4]
- Promozione Abruzzo: 1954–1955[5] e 2008–2009 (como S.S.D. Real Teramo)[6]
- Prima Categoria Abruzzo (Girone B): 1963–1964[7], 1967–1968[7] e 1968–1969[7]